# Опава (округ Вельки Кртіш)
Опава (словац. Opava) — село, громада в окрузі Вельки Кртіш, Банськобистрицький край, центральна Словаччина, історичний регіон Гонт. Кадастрова площа громади — 11,76 км². Населення — 121 особа (за оцінкою на 31 грудня 2017 року).

## Історія
Перша згадка 1342 року.

## Населення
| Рік:            | 1994. | 2004. | 2014. | 2024.    |
| --------------- | ----- | ----- | ----- | -------- |
| Кількість осіб: | 125   | 120   | 126   | 110      |
| Різниця:        |       | -4 %  | +5 %  | -12,69 % |

| Рік:            | 2023. | 2024.   |
| --------------- | ----- | ------- |
| Кількість осіб: | 111   | 110     |
| Різниця:        |       | -0,90 % |